# Still Reigning
| Críticas profissionais | Críticas profissionais |
| Avaliações da crítica  | Avaliações da crítica  |
| Fonte                  | Avaliação              |
| ---------------------- | ---------------------- |
| Allmusic               | link                   |
| IGN                    | link                   |

Still Reigning (em português "Ainda Reinando") um show em DVD da banda de thrash metal norte-americana Slayer, lançado em 2004.
O DVD estreou no nº 7 ba tabela Billboard, com uma venda de 9813 cópias. Tornou-se no segundo DVD da banda a atingir o Ouro a 20 de Julho de 2005, após o War at the Warfield, que atingiu vendas superiores a 50 mil unidades. Os leitores da revista Revolver votaram para o melhor DVD ao vivo em 2005, sendo o segundo ano consecutivo que a banda atinge o feito nessa categoria.
Foi a primeira gravação oficial após a volta do baterista Dave Lombardo.

## Faixas
1. "Angel of Death"
2. "Piece by Piece"
3. "Necrophobic"
4. "Altar of Sacrifice"
5. "Jesus Saves"
6. "Criminally Insane"
7. "Reborn"
8. "Epidemic"
9. "Postmortem"
10. "Raining Blood"

Bonus
1. "War Ensemble"
2. "Hallowed Point"
3. "Necrophiliac"
4. "Mandatory Suicide"
5. "Spill the Blood"
6. "South of Heaven"
7. Interview - Slayer: In their own words

## Créditos
- Tom Araya – baixo, vocais
- Jeff Hanneman – guitarra
- Kerry King – guitarra
- Dave Lombardo – bateria